# ناهارلاگون
ناهارلاگون (به انگلیسی: Naharlagun) یک منطقهٔ مسکونی در هند است که در بخش پاپوم پاره واقع شده‌است. ناهارلاگون ۳۶٬۱۵۸ نفر جمعیت دارد و ۱۵۵ متر بالاتر از سطح دریا واقع شده‌است.